# Waverley (Jefferson)
Waverley is een historisch Amerikaans bedrijf waar motorfietsen met verschillende merknamen werden geproduceerd.
Waverley Mfg. Co., Jefferson, Wisconsin (1910-1915).
Dit Amerikaanse bedrijf maakte motorfietsen onder verschillende merknamen. Allereerst PEM. Dit was een bekend Amerikaans merk, opgericht door Perry E. Mack, die een 4 pk model met eencilinder-kopklepmotor bouwde. Daarna werden de machines onder de naam Jefferson bij Waverley gebouwd. Verder bestond er in Cambridge (ook in Wisconsin) een merk dat Kenzler-Waverley heette. Waarschijnlijk werden daar eigen frames gemaakt waarin vervolgens Waverley-motorblokken werden gemonteerd.